# Гонсалес Флорес, Альфредо
Альфредо Гонсалес Флорес (15 июня 1877, провинция Эредия, Коста-Рика — 28 декабря 1962, там же) — коста-риканский юрист и государственный деятель, президент Коста-Рики (1914—1917).

## Биография
Родился в семье Доминго Гонсалеса Переса, крупного коста-риканского политика и вице-президента страны, и Элемберты Флорес. 
В 1896 году он окончил колледж и получил диплом юриста, а 14 мая 1922 года женился в Эредии на Делии Моралес Гутьеррес. В 1898 году Гонсалес совершил поездку в Великобританию, где начал интересоваться экономикой, в которой стал серьезным экспертом. По возвращении на родину он окончил юридическую школу и 1 сентября 1902 года вступил в Ассоциацию адвокатов.
Участвовал в движении против президента Рафаэля Иглесиаса Кастро в 1897 году и в политической кампании 1905 года, поддержав кандидатуру Максимо Фернандеса Альварадо на президентских выборах. С 1910 по 1914 год он был членом Республиканской партии в провинции Эредиа. Представил проект создания ипотечного банка, который был одобрен Конгрессом, но президент Рикардо Хименес Ореамуно наложил вето на проект.

### Президент Республики
В 1914 году он был избран Конгрессом на пост президента Коста-Рики. Вице-президентами были утверждены его отец, Доминго Гонсалес Перес, и Франсиско Агилар Баркеро.
В правление Гонсалеса был учрежден Национальный банк Коста-Рики и приняты важные законы в налоговой сфере. Его налоговое законотворчество включало введение подоходного налога, налога на необрабатываемые земли и НДС. Была завершена электрификация железнодорожной линии Сан-Хосе Пунтаренас, была основана сельскохозяйственная школа, учреждены почтовое управление и министерство здравоохранения. В Эредии было открыто профессиональное училище для подготовки учителей. Тем не менее, тот же период был отмечен фальсификациями в избирательном процессе, особенно в рамках парламентских выборов 1915 года, на которых почти все избранные депутаты оказались членами правящей партии.
Был свергнут 27 января 1917 года военным министром Федерико Тиноко Гранадосом.

### Последующая деятельность
После свержения с 1917 по 1920 год проживал в эмиграции в Соединенных Штатах. В 1920 году он опубликовал книгу «Нефть и политика Коста-Рики», а в 1923 году представлял Коста-Рику на судебном процессе против Великобритании.
В Эредии на средства Альфредо и Делии Гонсалес был построен госпиталь, получивший имя бывшего президента.